# Клейкомб, Лора
Лора Клейкомб (англ. Laura Claycomb; род. 23 августа 1968, Корпус-Кристи, штат Техас) — американская оперная певица (сопрано).
Стажировалась в оперном театре Сан-Франциско по программе для молодых исполнителей. В 1994 году заняла второе место на Международном конкурсе исполнителей имени Чайковского в Москве. В том же году дебютировала на сцене Женевской оперы в партии Джульетты в опере Винченцо Беллини «Капулетти и Монтекки», заменив заболевшую солистку. В этой же партии в дальнейшем дебютировала в Опере Бастилии и Лос-Анджелесской опере. Среди других ключевых партий в репертуаре Клейкомб — Джильда в «Риголетто» Верди, Лючия ди Ламмермур в одноимённой опере Доницетти, Клеопатра в «Юлии Цезаре» Генделя. Клейкомб выступает и в современном репертуаре — в частности, партия Аманды в опере Дьёрдя Лигети «Великий мертвиарх» была исполнена ею на Зальцбургском фестивале и в записи, которая номинировалась на премию Грэмми. Как отмечает российский музыкальный критик Варвара Турова,

Лора Клейкомб отличается одним удивительным качеством — абсолютной всеядностью. <…> Лора Клейкомб может, хочет и, собственно, поет едва ли не весь существующий оперный репертуар. В её активе около 6 десятков оперных партий, 46 камерных, 31 для голоса с оркестром и партии в 15 опереттах.

По словам самой Клейкомб, ей интересны и барочная музыка (к которой её привлекло знакомство с Эмманюэль Аим), и новейшие произведения — в частности, Арво Пярта и Кайи Саариахо.
В 2006 г. певица посетила с гастролями Москву, вызвав восторженные отзывы прессы. Так, Наталья Зимянина отмечала:

Иногда она даже искушенных меломанов вводила в непростительное заблуждение: казалось, перед нами больше актриса, чем певица. Но какова техника! Что удавалось ей лучше — сложные переживания деревенской простушки Энн из «Похождений повесы», страшное кокетство Огня или обезоруживающая беззащитность хрупкой Джильды из «Риголетто»? Какая-то божья жилка пульсирует в её необычном голосе, заставляя откликаться на каждый его поворот.

По мнению другого критика,

Клейкомб блестяще справилась со всеми музыкальными диковинами, в первом отделении пела музыку XX века, во втором — итальянскую классику и брала запредельные верхние ноты так легко, что у зрителей захватывало дух.

В 2010 г. Лора Клейкомб совместно с Симфоническим оркестром Сан-Франциско под управлением Майкла Тилсона Томаса получила премию Грэмми за запись Восьмой Симфонии Густава Малера. В этом же году она приняла участие во Втором Большом фестивале Российского национального оркестра в Москве, а также в концертном исполнении оперы Оффенбаха «Сказки Гофмана», исполнив партии всех четырёх главных героинь.
В 2013 году на сцене Большого театра исполнила партию главной героини в опере Беллини «Сомнамбула».